# Mike Pelfrey
Michael Alan „Mike“ Pelfrey (* 14. Januar 1984 auf der Wright-Patterson Air Force Base, Ohio) ist ein US-amerikanischer Baseballspieler in der Major League Baseball. Pelfrey spielt seit seinem MLB-Debüt für die New York Mets und agiert auf der Position des Pitchers. Er gehört zur Gruppe der sogenannten Power Pitcher. Dies sind Spieler, die besonders viele Strikeouts erzielen.

## Karriere
Während seiner Ausbildung spielte Mike Pelfrey an der Wichita State University in Wichita. Im MLB Draft 2005 wurde er in der ersten Runde von den New York Mets gewählt. Es folgte ein halbes Jahr voller Vertragsverhandlungen. Pelfrey galt als eines der größten Talente und wollte für einen Rookie überdurchschnittlich gut bezahlt werden. Am 10. Januar 2006 einigten sich die Parteien schließlich auf einen Vertrag. Der Spieler erhielt einen Vertrag über vier Spielzeiten, der ihm zusätzlich zu einem Festgehalt von 5,3 Millionen US-Dollar einen Bonus für die Unterschrift in Höhe von 3,5 Millionen US-Dollar sicherte.
Nach einer kurzen Periode in den Minor League Teams der Mets debütierte er am 7. Juli 2006 in der National League, wobei er beim 17:3-Sieg gegen die Florida Marlins gleich seinen ersten MLB-Win sicherte. In seiner ersten Saison in der MLB kam Pelfrey vier Mal zum Einsatz.

### Seit 2007
Vor der Spielzeit 2007 überzeugte Pelfrey im Spring Training und bekam einen Platz in der Starting Rotation. Allerdings zeigte er anschließend schwache Leistungen zum Saisonauftakt. Er konnte keinen Sieg einfahren und verbuchte fünf Niederlagen bei einem ERA von 6,53. Daraufhin wurde er zurück in die Minor League geschickt, kam aber schnell zurück. Zu Saisonende stand ein Win-Loss von 3:8 zu Buche.
Die Saison 2008 war die erste, in der Mike Pelfrey mit einem positiven Win-Loss überzeugen konnte. Bei 32 Einsätzen gelangen ihm 13 Wins, denen 11 Loss gegenüberstanden. Zu Saisonbeginn wurde er als fünfter Starter aufgestellt und lieferte im Laufe der Saison auch erstmals herausragende Einzelspiele ab. Am 11. Juni 2008 war er kurz davor ein komplettes Spiel zu pitchen. Im Match gegen die Arizona Diamondbacks stand er 8 Innings auf dem Mound und ließ nur einen Run zu und verursachte zwei Walks.
Am 14. Juli 2008 pitchte er dann schließlich sein erstes komplettes Spiel gegen die Atlanta Braves, wobei er 108 Würfe abgab. Im Jahr 2008 wurde Pelfrey erstmals zum National League Player of the Week gewählt.
Zum Saisonstart 2009 wurde Pelfrey am 13. April die Ehre zu teil, der erste Starting Pitcher im neuen Citi Field zu sein. Bei der 5:6-Niederlage der Mets ließ er allerdings fünf gegnerische Runs zu und startete so zu einer schwachen Saison. Ende 2009 hatte er mit einem Ergebnis von 10:12 und einem ERA von 5,03 wieder eine negative Saisonbilanz.
Die bislang beste Saison von Pelfrey war 2010. Vor allem zu Saisonbeginn überragte er mit 10:1 Wins. Obwohl er in der zweiten Hälfte der Spielzeit nachließ, konnte er am Ende 15 Wins bei 9 Losses verbuchen. Ihm gelangen sehr gute 113 Strikeouts bei 204 gepitchten Innings.

## Vereinswechsel
Am 20. Dezember 2012, gaben die Minnesota Twins bekannt, dass sie Pelfrey für ein Einjahresvertrag im Wert für 4 Millionen USD verpflichteten. Dieser Wechsel zur American League, bescherte Pelfrey in seinen bis dahin 8 Profisaisons als Pitcher, seine schlechteste. Er beendete die Saison mit 5-13 (Wins-Losses) und einem ERA von 5.19.